# Baobhan sith
A baobhan sith (pronunciado baa'-van shee) é um tipo de vampiro feminino da mitologia escocesa, similar à banshee da Irlanda. Ela tem a aparência de uma bela mulher com um vestido verde, que uma vez por ano se ergue da sua sepultura para seduzir jovens viajantes durante a noite e alimentar-se.